# Microlestes corticalis
Microlestes corticalis är en skalbaggsart som först beskrevs av Dufour 1820.  Microlestes corticalis ingår i släktet Microlestes, och familjen jordlöpare. Arten förekommer tillfälligt i Sverige, men reproducerar sig inte.